# Nikita Harwich
 (janvier 2023).
Nikita Harwich, né le 4 octobre 1951 à New York, est un économiste et historien franco-vénézuélien.

## Biographie

### Formation
Il suit des études à l'université Duke aux États-Unis puis à la London School of Economics, où il obtient son doctorat (Ph.D.). Diplômé de l'École pratique des hautes études de Paris, il suit les séminaires de Fernand Braudel et de Ruggiero Romano, entre 1972 et 1974. 

### Carrière
Il détient la chaire d'Histoire du Venezuela à l'université catholique Andrés-Bello de Caracas entre 1989 et 1994. Il exerce également comme professeur d'histoire d'Amérique latine à l'université de Rouen (1996-2002), et est membre du St Antony's College de l'université d'Oxford ainsi que du Conseil de rédaction de la Revista de Indias (CSIC, Madrid) (1994-2016).
Depuis 2002 et jusqu'à son départ à la retraite en 2020, il est professeur à l'université Paris-Nanterre et directeur du Centre de recherches « Empires, Sociétés Nations » ESNA (composante du laboratoire Mondes américains : sociétés, circulations, pouvoirs.) (2006-2016). 

### Distinctions et décorations
Officier de l'ordre d'Andrés Bello (1re classe) (Venezuela, 1989)  
Membre de l'Academia Europaea (depuis 2012) 
Chevalier de l'ordre national du Mérite (2018)
Membre correspondant de l'Académie Nationale d'Histoire du Venezuela (depuis 2022)

## Travaux
Ses recherches portent sur l’histoire économique de l’Amérique latine, sur l’histoire des investissements étrangers au Venezuela, sur l’historiographie latino-américaine et l’enseignement de l’histoire dans les pays andins. Il a en particulier rédigé une étude sur les premiers livres d'histoire vénézuéliens.
Il a également travaillé sur le commerce des matières premières et l’histoire du chocolat, à laquelle il a consacré un ouvrage entier et de nombreux articles.
Il travaille actuellement[Quand ?] sur l'histoire de l'État en Amérique dans la seconde moitié du XIXe siècle, à partir des apports du positivisme dans l’élaboration d’une vision commune du rôle de l'État aux États-Unis et en Amérique latine.

## Publications (sélection)
- "Arma y Coraza". Biografía intelectual de Laureano Vallenilla Lanz (Caracas: Universidad Santa María, 1983), 27 p.
- El modelo económico del Liberalismo Amarillo: Historia de un fracaso. (1888-1908, Caracas: Universidad Santa María, 1984), 50 p.
- La Crisis de 1929 en América Latina: el caso de Venezuela (Caracas, Universidad Santa María, 1984), 35 p.
- La influencia de los viejos conceptos, o el estudio de la historia en Venezuela (Caracas, Universidad Santa María, 1985), 20 p.
- Formación y crisis de un sistema financiero nacional. Banca y Estado en Venezuela, 1830-1940 (Caracas: Coédition del Fondo Editorial Antonio José de Sucre y del Fondo Editorial Buría, 1987), 102 p.
- Histoire du Chocolat, Paris, Éditions Desjonquères, coll "Outremer", 2023, 3e rééd, 326pages (ISBN 978-2-494500-06-8). Édition espagnole : Historia del chocolate (Barcelone, Ediciones Pensódromo, 2018), 338 p.
- Asfalto y Revolución: la New York & Bermudez Company (Caracas: Coédition de Fundación para el Rescate del Acervo Histórico Venezolano et de Monte Avila Editores, 1992), 546 p. Ouvrage ayant remporté le Prix de Littérature de la ville de Caracas [Premio Municipal de Literatura ], mention "Recherche historique", 1993.
- Guzmán Blanco y la Modernización de Venezuela (Caracas: Historia Para Todos, nº 5, Historiadores, S.C., 1994), 28 p.
- "El modelo económico del Liberalismo Amarillo. Historia de un fracaso, 1888-1908", dans : Política y Economía en Venezuela, 1826-1976 (Caracas: Fundación John Boulton, 1976), p.203-246. 2e édition (Caracas: Fundación John Boulton, 1992).
- Se firmaron los Protocolos y se levantó el Bloqueo" et "Ayer capituló Ciudad Bolívar", dans : Cinco Siglos en un Día (Caracas, El Nacional, 1983), p. 111-112.
- "Economía y sociedad del Siglo XIX en Venezuela", dans : Apreciación del Proceso Histórico Venezolano (tome 1) (Caracas: Fundación Universidad Metropolitana, 1985) 2e édition en un seul volume (Caracas, Fundación Universidad Metropolitana, 1988), p. 33-36.
- “Los Positivistas”, dans: Juan Vicente Gómez ante la Historia (Caracas, Biblioteca de Autores y de Temas Tachirenses, nº 87, 1986), p. 37-46.
- "Banca y Estado en Venezuela, 1830-1911", dans : America Latina: Dallo Stato Coloniale Allo Stato Nazionale (Turin, Franco Angeli, 1987) (Tome 1), p. 209-243.
- "Betancourt y el Análisis de la Venezuela Gomecista - Comentario", dans: Rómulo Betancourt: Historia y Contemporaneidad (Caracas: Editorial Fundación Rómulo Betancourt, 1989),  p.243-247.
- Diccionario de Historia de Venezuela (Caracas, Fundación Polar, 1988-89) 3 volumes.Rédaction et révision d’environ 650 articles (thèmes et biographies) concernant la période 1830-1986.
- "Great Historians: Spanish American", dans : Lucian Boia (Edit.),  Great Historians from Antiquity to 1800. An International Dictionary  (New York, Greenwood Press, 1989) , p. 367-376.
- "Relatoría General. Tema nº 9. `Las perspectivas y posibilidades en la economía post-industrial en el mundo ¿Qué debería hacer Venezuela para aprovechar al máximo ese nuevo panorama ?'"dans: Francisco Mieres ( coord.),  Hacia la Venezuela Post-Petrolera (Caracas, Academia Nacional de Ciencias Económicas, 1989), tome I, p. 79-86.
- "Relatoría del Tema nº 9. `Las perspectivas y posibilidades en la economía post-industrial en el mundo. ¿Qué debería hacer Venezuela para aprovechar al máximo ese nuevo panorama ?'" dans : Francisco Mieres (coord.), Hacia la Venezuela Post-Petrolera (Caracas, Academia Nacional de Ciencias Económicas, 1989), tome II, p. 686-691.
- "Kollektive Vorstellungswelt und nationale Identität: Drei Etappen im landesgeschichtlichen Unterricht in Venezuela", dans:Michael Riekenberg (Ed.) Lateinamerika. Geschichtsunterricht,Geschichtslehrbücher, Geschichtsbewuβtsein (Frankfurt: Verlag Moritz Diesterweg, Studien zur Internationale Schulbuchforshung, tome 66, 1990), p. 59-73.
- "La génesis de un imaginario colectivo : la enseñanza de la historia de Venezuela en el siglo XIX", dans: CNRS-GRIDAL, Structures et cultures des sociétés ibéro-américaines. Au-delà du modèle économique (Paris : Éditions du CNRS, Collection de la Maison des Pays ibériques nº 43, 1990), p. 203-244.
- « ‘La Monnaie’ de Caracas, ou l'échec d'un investissement français au Venezuela », Arquivos do Centro Cultural Calouste Gulbenkian (Volume de Mélanges en hommage au professeur Frédéric Mauro), vol. XXXIV (Paris, 1996), pp. 881-910.
- « Échanges croisés entre Nouveau Monde et Ancien Monde. Maïs, pomme de terre, tomate et cacao », Études rurales, n° 155-156 (Paris, 2001), p. 239-259.
- « Un héroe para todas las causas. Bolívar en la historiografía ». Conférence prononcée dans le cadre du séminaire « Die Figur Simón Bolívars im hispanoamerikanischen Roman des 20. Jahrhunderts » du professeur Ingrid Galster, université de Paderborn (Allemagne), le 29 octobre 2002. IberoAmericana, III, 10 (2003), p.7-22.
- « Comercio del cacao. Desde los mexicas a la Nueva España », Artes de México, n° 103,  septembre 2011, p. 47 – 53.
- « Les Corses et le cacao au Venezuela », A Cronica,  n° 37 (Bastia, novembre 2015), p. 30-38.
- « Las guerras de Independencia en Ocumare de la Costa. Continuidad y cambios estructurales : 1800 – 1830 », Boletín de la Academia Nacional de la Historia, n° 393 (Caracas, 2017), pp. 29 – 56
- « Barcelona beyond the Seas. A Catalan Enclave in Colonial Venezuela », European Review, volume 25, Issue 1 Cambridge, février 2017, pp. 69-80.   [DOI: https://doi.org/10.1017/S1062798716000326, pp. 1–12].
- « Turmoil in the Cocoa Groves: Slave Revolts in Ocumare de la Costa, Venezuela, 1837 and 1845 », dans : Lawrence Aje & Catherine Armstrong (eds.), The Many Faces of Slavery. New Perspectives on Slave Ownership and Experiences in the Americas (London, Bloomsbury Academic, 2020)
- «’Enrique Morton de Keratry’ y el ‘Dios y Federación’. Origen y permanencia de una Mitología Nacional », Revista Montalbán, N°. 56 (Caracas, UCAB, Semestre Julio - Diciembre 2020), pp. 465-505.
- • «Malcolm Deas y la metodología de la investigación histórica» »,  Boletín de la Academia Nacional de la Historia, Tomo CVII, n° 426 (Caracas, Abril-junio 2024), pp. 11 – 30.